# Полковник Чолаково
Полковник Чолаково е село в Североизточна България. То се намира в община Кайнарджа, област Силистра.

## География
Селото е в близост е до Румъния. Природата е с чист и свеж въздух. Селото е населявано предимно от цигани, но има и малко турски и български къщи. На хълма срещу селото има широколистна гора от липа.

## История
Населението се занимава предимно с отглеждане на животни и обработка на тиквено семе. В миналото селото е било два пъти по-голямо хората са се занимавали главно с обработка на земя и животновъдство.

## Личности
Жеко Георгиев Стефонов